# Каталіна Мікаела Австрійська
Каталіна Мікаела Австрійська (ісп. Catalina Micaela de Austria; 10 жовтня 1567, Мадрид — 6 листопада 1597, Турин) — іспанська інфанта і герцогиня Савойська, дружина Карла Еммануїла I Савойського, мати Віктора Амадея I.

## Дитинство

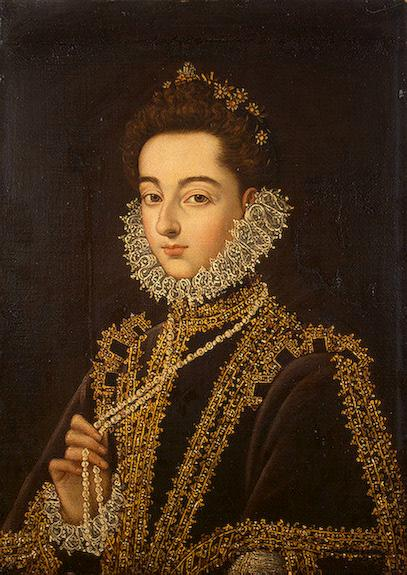
Каталіна Мікаела в 13 років

Каталіна Мікаела була молодшою дочкою короля Іспанії Філіпа II і його третьої дружини Єлизавети Валуа. Вона була названа на честь своєї бабусі за материнською лінією Катерини Медичі і св. Михаїла. Каталіна втратила свою матір дуже рано, коли їй був усього один рік, та померла після чергових невдалих пологів. Каталіна Мікаела росла разом зі своєю старшою сестрою Ізабеллою Кларою Євгенією при дворі свого батька під наглядом годувальниці Марії де Меса.

## Шлюбне життя
Каталіна Міхаела взяла шлюб 18 березня 1585 року у Сарагосі з герцогом Карлом Еммануїлом I Савойським і покинула іспанський двір. Після одруження Каталіна більше не бачила свого батька. Незважаючи на розлуку, вона до самої його смерті вела жваве листування з батьком та іншими членами родини.
Каталіна народила 10 дітей, більшу частину свого сімейного життя вона була вагітна. Померла у віці 30 років, 6 листопада 1597 року в Турині від ускладнень, які спричинили передчасні пологи через місяць після народження останньої дитини, Іоанни. Хоча Каталіну і спіткала доля її матері, тим не менш вона виконала свій династичний обов'язок і народила Савойській династії спадкоємців престолу.

## Родина
Чоловік — Карл Еммануїл I, герцог Савойський
Діти:
1. Філіп-Еммануїл (8 квітня 1586 — 9 лютого 1605);
2. Віктор Амадей (8 травня 1587 — 7 жовтня 1637), герцог Савойський;
3. Еммануїл Філіберто (16 квітня 1588 — 4 серпня 1624), віце-король Сицилії;
4. Маргарита (28 квітня 1589 — 25 червня 1655);
5. Ізабелла (2 березня 1591 — 22 серпня 1626);
6. Маврикій (10 січня 1593 — 4 жовтня 1657);
7. Марія Аполлонія (8 лютого 1594 — 13 липня 1656);
8. Франсуаза Катерина (5 жовтня 1595 — 20 жовтня 1640);
9. Томас Франциск (21 грудня 1596 — 22 січня 1656).
10. Іоанна (нар. 6 жовтня 1597)

## Галерея

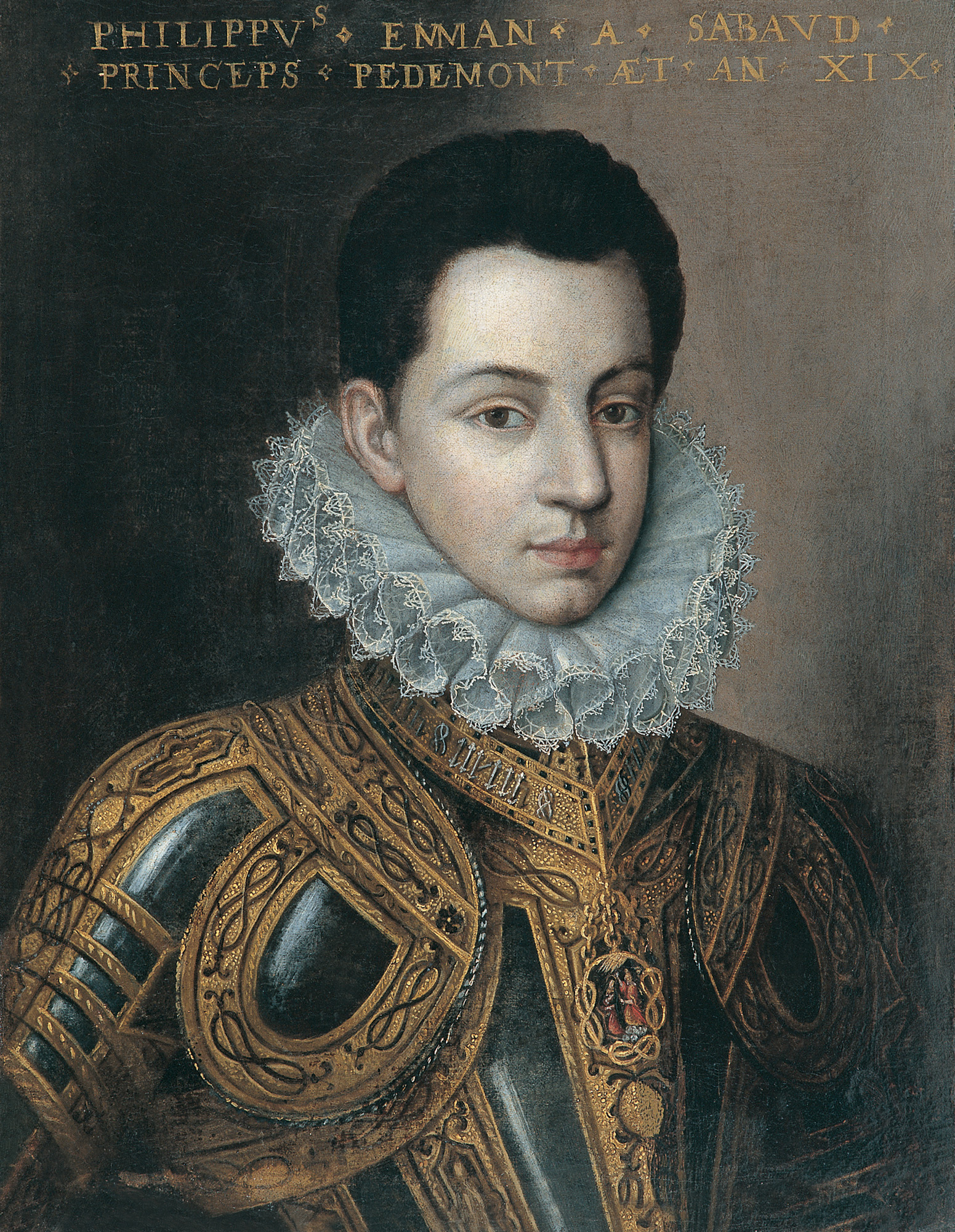
Філіп Еммануїл
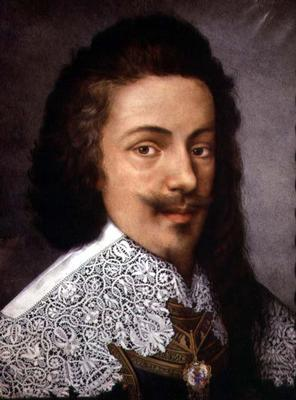
Віктор Амадей
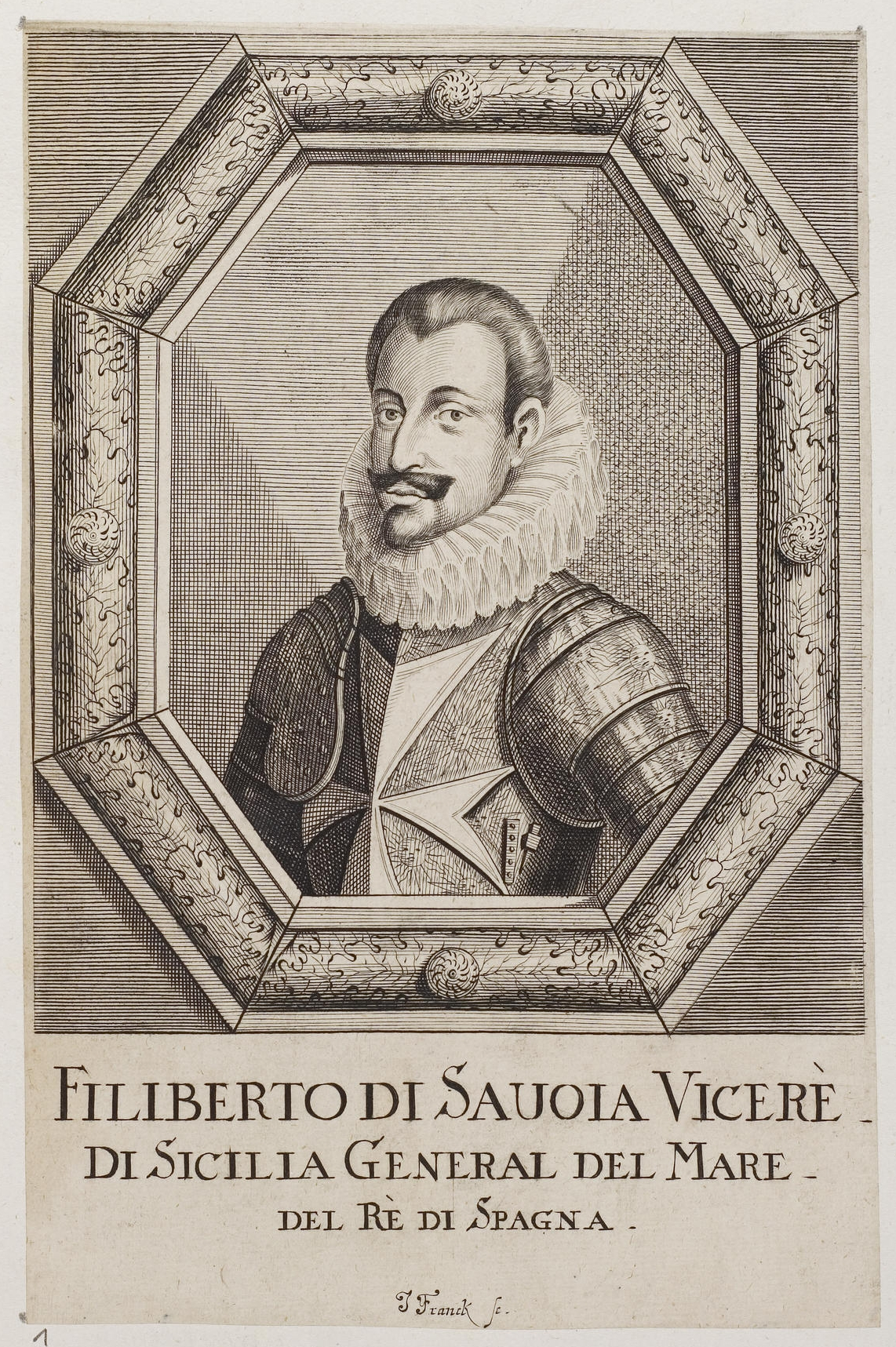
Еммануїл Філіберт
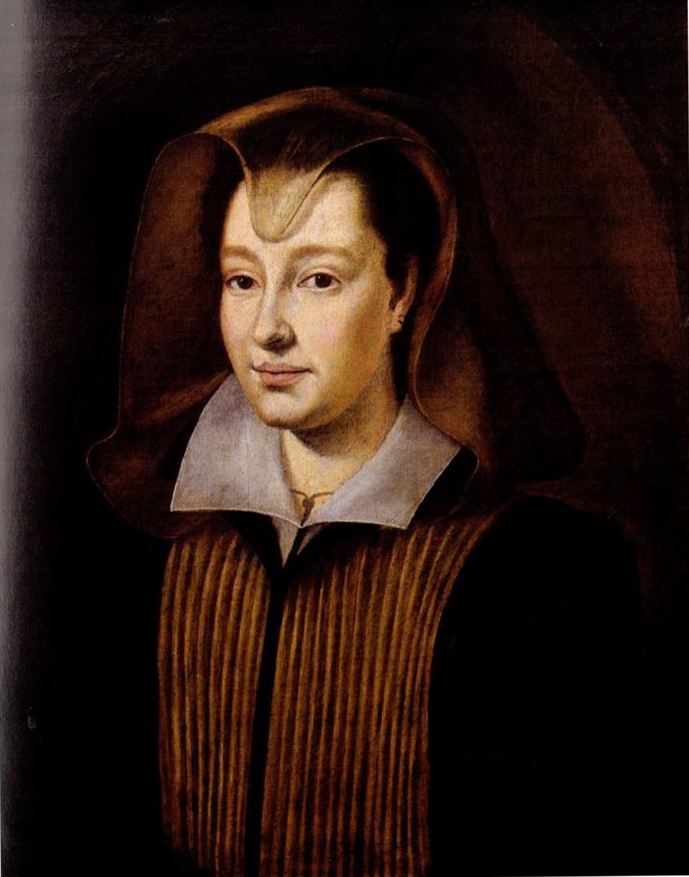
Маргарита
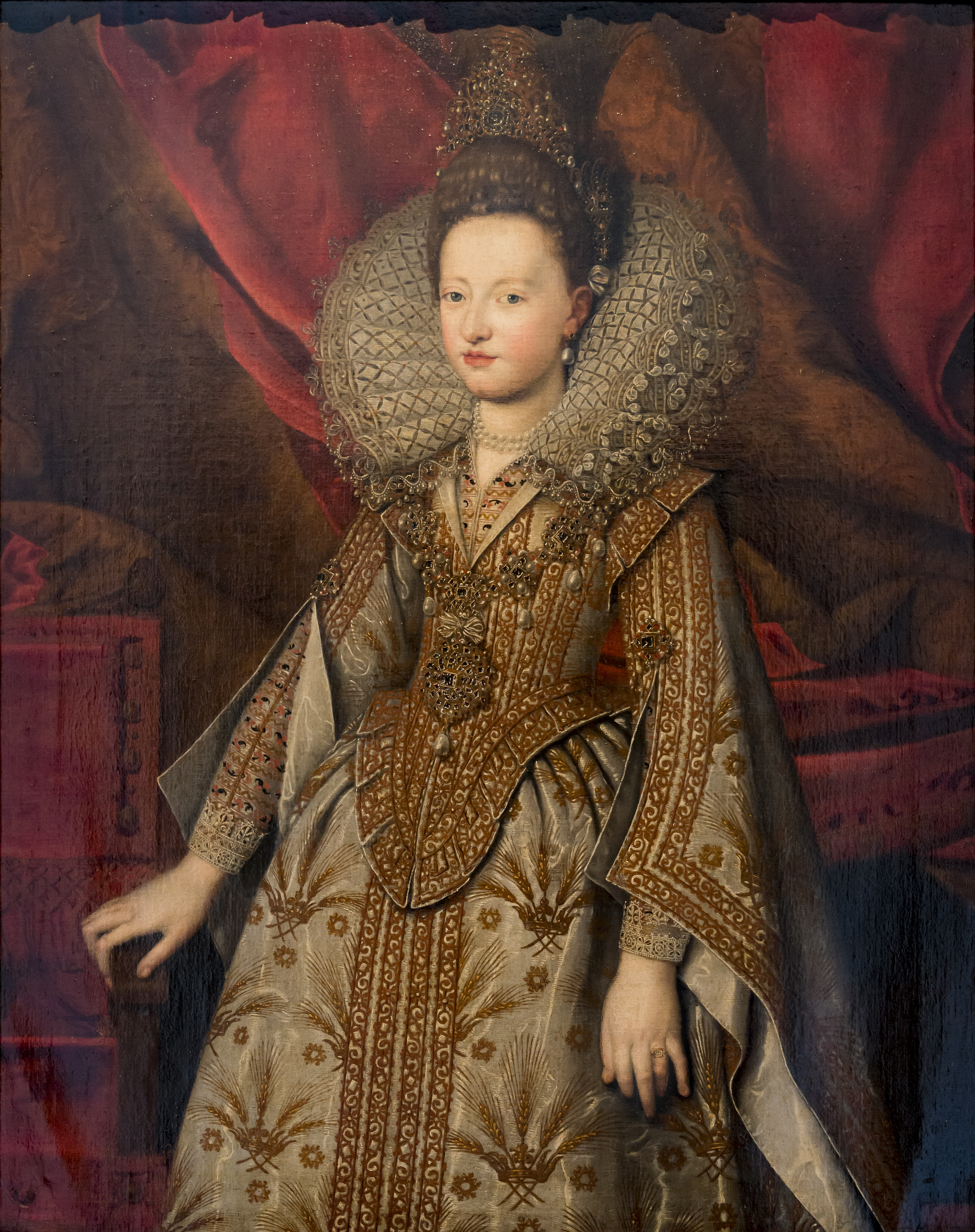
Ізабелла
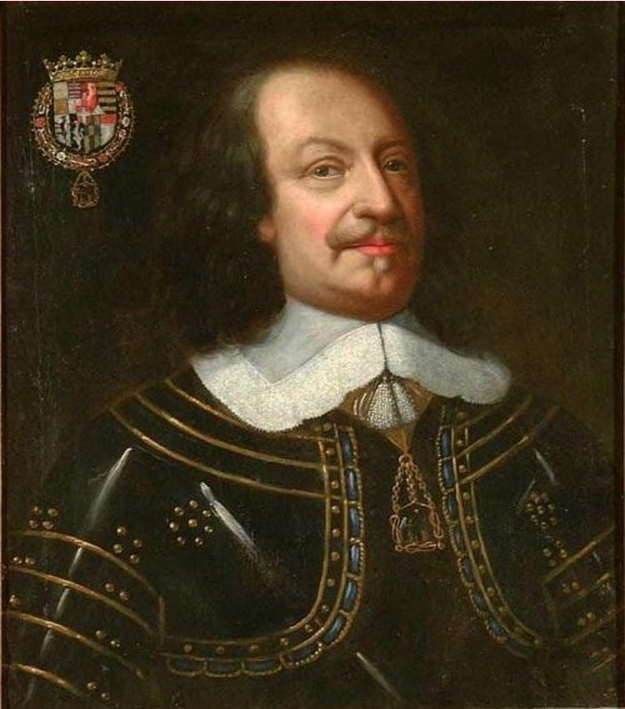
Маврикій
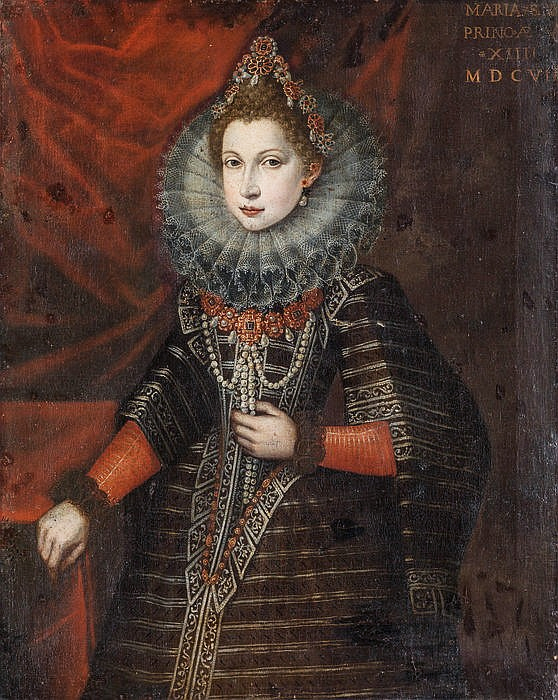
Марія Аполлонія
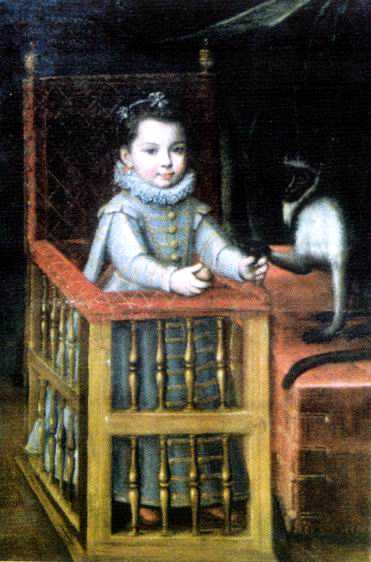
Франческа Катерина
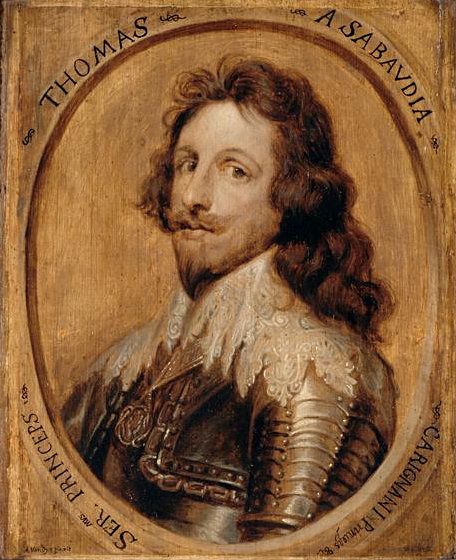
Томас Франциск
Іоанна